# Arunachal Pradesh
Arunachal Pradesh (Hindi अरुणाचल प्रदेश, Aruṇācal Pradeś [ʌruˈɳɑːʧʌl prʌˈdeːɕ]) ist ein indischer Bundesstaat mit einer Fläche von 83.743 km² und 1,4 Millionen Einwohnern (Volkszählung 2011). Die Hauptstadt ist Itanagar. Es handelt sich um umstrittenes Territorium; das Gebiet wird von China beansprucht. Der Name Arunachal Pradesh stammt aus dem Sanskrit und bedeutet „Land der Berge in der Morgenröte“. Oft wird der Bundesstaat auch als „Land des Sonnenaufgangs“ bezeichnet.
Mit einem Wert von 0,661 erreichte Arunachal Pradesh 2015 den 15. Platz unter den 29 Bundesstaaten Indiens im Index der menschlichen Entwicklung.

## Geographie

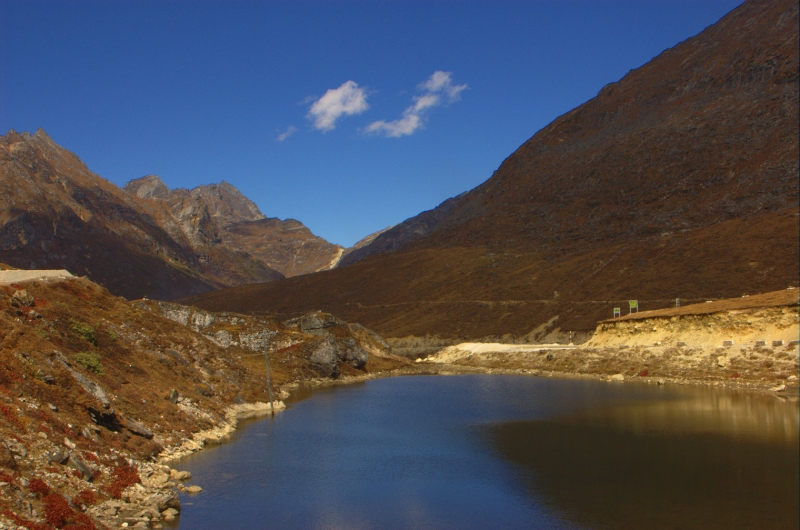
Hochgebirgslandschaft in Arunachal Pradesh

Arunachal Pradesh erstreckt sich zum größten Teil über die Südabdachung des Ost-Himalaya, der meistens auch Assam-Himalaya genannt wird. Es ist ein Teil des gewaltigen Gebirgszuges, der hier insgesamt relativ niedrig, jedoch stark zerklüftet und durch sein feuchtes Monsunklima mit einer subtropisch-immergrünen Regen- und Nebelwaldvegetation ausgestattet ist. Lediglich im äußersten Westen, im Distrikt Tawang, scheinen die typischen Landschaftsformen Tibets auf, dessen Regierung in Lhasa jene Gebiete von Arunachal Pradesh noch bis zum Ende der 1940er Jahre verwaltet hatte. Höchster Gipfel des Bundesstaats ist der Kangto (7090 m).
Arunachal Pradesh grenzt im Süden an die Bundesstaaten Assam und Nagaland sowie im Westen an Bhutan, im Norden an China (Tibet) und im Osten an Myanmar.
Nach Auffassung der chinesischen Regierung gehört das umstrittene Territorium zu den Kreisen Cona, Mêdog und Zayü in den Regierungsbezirken Shannan und Nyingchi des Autonomen Gebiets Tibet.

## Bevölkerung

### Demografie
Nach der indischen Volkszählung 2011 hat Arunachal Pradesh 1.383.727 Einwohner. Gemessen an der Einwohnerzahl ist Arunachal Pradesh der drittkleinste Bundesstaat Indiens. Die Bevölkerungsdichte ist mit 17 Einwohnern pro Quadratkilometern die niedrigste aller Bundesstaaten und beträgt nur einen Bruchteil des Landesdurchschnitts (382 Einwohner pro Quadratkilometer). Die Urbanisierungsrate liegt mit 22,7 Prozent unter dem gesamtindischen Durchschnitt.

### Einwohnerentwicklung
Die Bevölkerung im Gebiet des heutigen Bundesstaats wurde erstmals im Jahr 1961 gezählt. Vorher wurden weite Gebiete im gebirgigen Teil aufgrund ihrer Zugehörigkeit zu Stammesgebieten von Volkszählungen ausgeklammert. Das Wachstum betrug in den fünfzig Jahren zwischen 1961 und 2011 311 %. Hauptgrund für die gewaltige Bevölkerungszunahme ist die Zuwanderung aus anderen Regionen Indiens. Die Bevölkerungszunahme zwischen 2001 und 2011 lag bei 26,03 % oder rund 286.000 Menschen. Offizielle Bevölkerungsstatistiken werden erst seit 1961 geführt und veröffentlicht.
| Arunachal Pradesh: Einwohnerzahlen von 1961 bis 2011 | Arunachal Pradesh: Einwohnerzahlen von 1961 bis 2011 | Arunachal Pradesh: Einwohnerzahlen von 1961 bis 2011 | Arunachal Pradesh: Einwohnerzahlen von 1961 bis 2011 | Arunachal Pradesh: Einwohnerzahlen von 1961 bis 2011 |
| ---------------------------------------------------- | ---------------------------------------------------- | ---------------------------------------------------- | ---------------------------------------------------- | ---------------------------------------------------- |
| Jahr                                                 |                                                      |                                                      |                                                      | Einwohner                                            |
| 1961                                                 | 1961                                                 |                                                      | 336.558                                              | 336.558                                              |
| 1971                                                 | 1971                                                 |                                                      | 467.511                                              | 467.511                                              |
| 1981                                                 | 1981                                                 |                                                      | 631.839                                              | 631.839                                              |
| 1991                                                 | 1991                                                 |                                                      | 864.558                                              | 864.558                                              |
| 2001                                                 | 2001                                                 |                                                      | 1.097.968                                            | 1.097.968                                            |
| 2011                                                 | 2011                                                 |                                                      | 1.383.727                                            | 1.383.727                                            |
| Quelle(n): Volkszählungen                            |                                                      |                                                      |                                                      |                                                      |

### Größte Städte
Im Bundesstaat gibt es zwar 27 Orte, die als Städte (towns und census towns) gelten. Dennoch ist der Anteil der städtischen Bevölkerung eher gering. Denn nur 317.369 der 1.383.727 Einwohner oder 22,94 % leben in städtischen Gebieten. Die vier Orte mit mehr als 20.000 Einwohnern sind:
| Ort          |              |  |        | Einwohner |
| Itanagar     | Itanagar     |  | 59.490 | 59.490    |
| Naharlagun   | Naharlagun   |  | 36.158 | 36.158    |
| Pasighat     | Pasighat     |  | 24.656 | 24.656    |
| Aalo (Along) | Aalo (Along) |  | 20.684 | 20.684    |
| Stand: 2011  |              |  |        |           |

Weitere Städte mit mehr als 10.000 Einwohnern sind (Einwohnerzahl in Klammern): Seppa (18.350), Tezu (18.184), Namsai (14.246), Daporijo (13.405), Ziro (12.806), Roing (11.389) und Tawang (11.202).

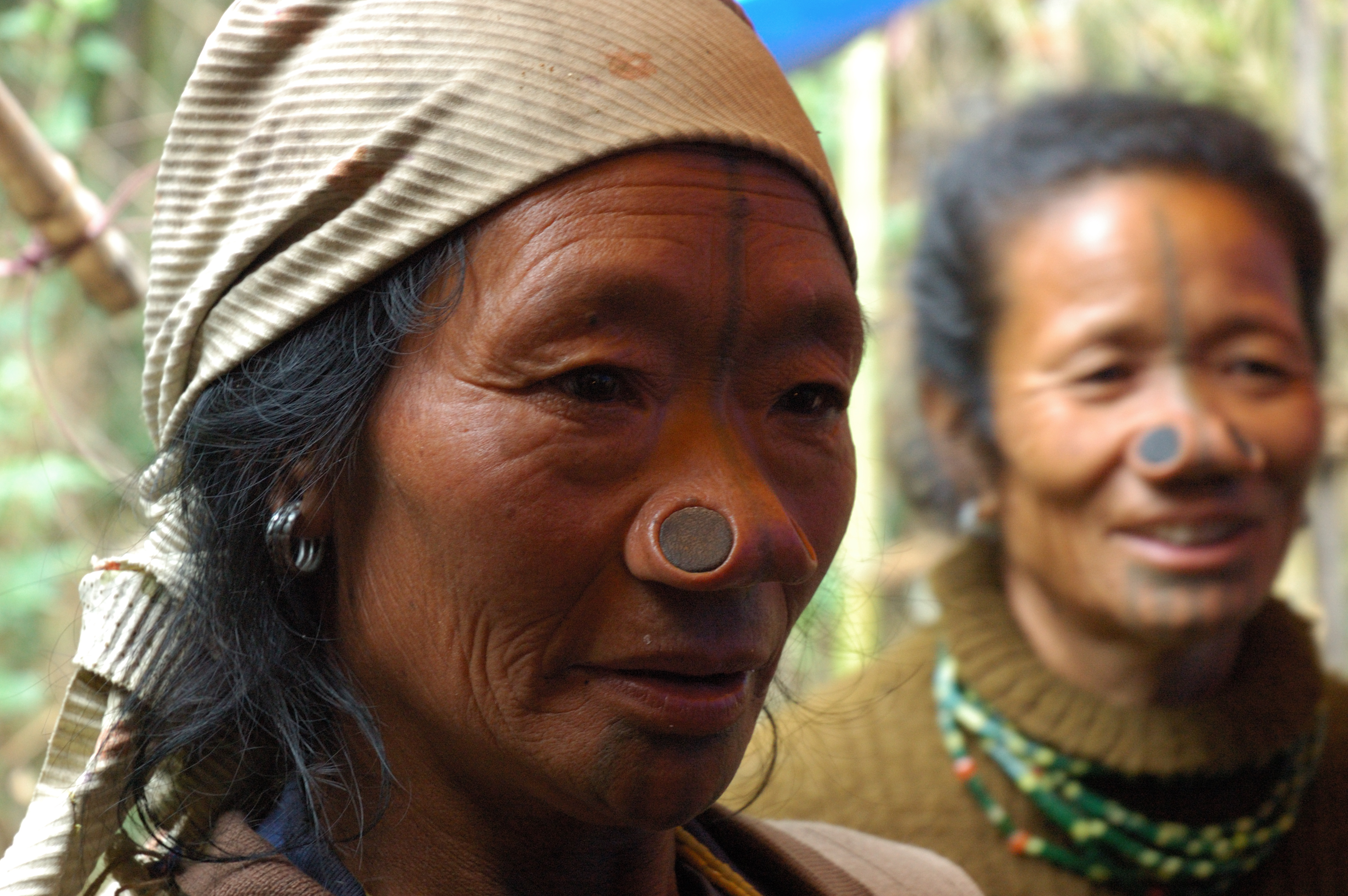
Frauen des Apatani-Stammes

### Volksgruppen
In Indien teilt man die Bevölkerung in die drei Kategorien general population, scheduled castes und scheduled tribes ein. Die scheduled castes („registrierte Kasten“) werden heutzutage Dalit genannt (früher auch abschätzig Unberührbare genannt). Die scheduled tribes sind die anerkannten Stammesgemeinschaften mit (2011) 951.821 Menschen (68,78 Prozent der Bevölkerung), die sich selber als Adivasi („Ureinwohner“) bezeichnen. Zu ihnen gehören in Arunachal 104 Volksgruppen.
Die Bevölkerung Arunachal Pradeshs ist ethnisch gemischt. Die Mehrzahl der Einwohner des Bundesstaates gehört einer Reihe von indigenen Völkern an, die meist als „Stammesvölker“ (tribals) bezeichnet werden und denen nach der indischen Verfassung besondere Rechte zukommen. Die größten Stämme sind die Nissi, Adi Gallong, Wancho, Dafla, Monpa, Tagin, Adi Minyong, Nocte, Adi, Apatani, Galong, Mishmi, Nishang, Tangsa, Abor, Mishing (Miri), Khampti und Adi Padam. Die restliche Bevölkerung besteht aus Einwanderern aus anderen Teilen Indiens.
| Volksgruppe       | Anzahl  | Anteil  |
| ----------------- | ------- | ------- |
| Nyishi            | 249.824 | 18,25 % |
| Galong            | 079.327 | 5,73 %  |
| Adi               | 067.869 | 4,90 %  |
| Tagin             | 062.931 | 4,55 %  |
| Wancho            | 056.886 | 4,11 %  |
| Apatani           | 043.777 | 3,16 %  |
| Monpa             | 043.709 | 3,16 %  |
| Nocte             | 034.664 | 2,51 %  |
| Nissi             | 032.479 | 2,35 %  |
| Mishmi            | 032.219 | 2,33 %  |
| Adi minyong       | 025.112 | 1,81 %  |
| Adi gallong       | 018.604 | 1,34 %  |
| Khampti/Kamti     | 015.762 | 1,14 %  |
| Tangsa            | 015.295 | 1,11 %  |
| Adi padam         | 013.467 | 0,97 %  |
| Naga              | 012.338 | 0,89 %  |
| Kaman/Miju Mishmi | 09406   | 0,68 %  |
| Miji              | 08127   | 0,59 %  |

| Volksgruppe      | Anzahl | Anteil |
| ---------------- | ------ | ------ |
| Aka              | 8110   | 0,59 % |
| Mishing/Miri     | 7412   | 0,54 % |
| Dirang Monpa     | 7172   | 0,52 % |
| Tawang Monpa     | 7133   | 0,52 % |
| Miniyong         | 5668   | 0,41 % |
| Singpho          | 5616   | 0,41 % |
| Deori            | 5365   | 0,39 % |
| Bokar            | 4710   | 0,34 % |
| Sulung           | 4519   | 0,39 % |
| Momba/Memba      | 4495   | 0,32 % |
| Mossang Tangsa   | 3887   | 0,28 % |
| Millang          | 3634   | 0,26 % |
| Sherdukpen       | 3463   | 0,25 % |
| Bori             | 3383   | 0,24 % |
| Longchang Tangsa | 3116   | 0,23 % |
| Adi pasi         | 3065   | 0,22 % |
| Yobin            | 2994   | 0,21 % |
| Nishang          | 2849   | 0,21 % |

| Volksgruppe          | Anzahl | Anteil |
| -------------------- | ------ | ------ |
| Moglum Tangsa        | 2606   | 0,19 % |
| Simong               | 2547   | 0,18 % |
| Padam                | 2334   | 0,17 % |
| Tikhak Tangsa        | 2292   | 0,17 % |
| Lish Monpa           | 2232   | 0,16 % |
| Abor                 | 1672   | 0,12 % |
| Laju                 | 1541   | 0,11 % |
| Rongrang Tangsa      | 1488   | 0,11 % |
| Khowa/Bugun          | 1432   | 0,10 % |
| Pailibo              | 1394   | 0,10 % |
| Ramo                 | 1361   | 0,10 % |
| Kemsing Tangsa       | 1295   | 0,09 % |
| Degaru/Taraon Mishmi | 1274   | 0,09 % |
| Taisen Tangsa        | 1106   | 0,08 % |
| Mikir                | 1068   | 0,08 % |
| Pasi                 | 1050   | 0,08 % |
| Tutcha Nocte         | 1049   | 0,08 % |
| Yougli Tangsa        | 1026   | 0,07 % |

| Volksgruppe    | Anzahl | Anteil |
| -------------- | ------ | ------ |
| Meyor          | 989    | 0,07 % |
| Havi Tangsa    | 892    | 0,06 % |
| Liju Nocte     | 788    | 0,06 % |
| Khamba         | 777    | 0,06 % |
| Ashing         | 726    | 0,05 % |
| Bangni         | 691    | 0,05 % |
| Phong Tangsa   | 628    | 0,05 % |
| Longri Tangsa  | 606    | 0,04 % |
| Pangi          | 574    | 0,04 % |
| Tagin Bangni   | 532    | 0,04 % |
| Libo           | 515    | 0,04 % |
| Morang Tangsa  | 458    | 0,03 % |
| Khamiyang      | 401    | 0,03 % |
| Longphi Tangsa | 378    | 0,03 % |
| Jugli          | 294    | 0,02 % |
| Sanke Tangsa   | 288    | 0,02 % |
| Hill Miri      | 264    | 0,02 % |

| Volksgruppe     | Anzahl | Anteil |
| --------------- | ------ | ------ |
| But Monpa       | 255    | 0,02 % |
| Adi bori        | 183    | 0,01 % |
| Karka           | 176    | 0,01 % |
| Yongkuk Tangsa  | 168    | 0,01 % |
| Ngimong Tangsa  | 162    | 0,01 % |
| Bogum           | 158    | 0,01 % |
| Haisa Tangsa    | 124    | 0,01 % |
| Komkar          | 111    | 0,01 % |
| Mishmi          | 111    | 0,01 % |
| Darok Tangsa    | 076    | 0,01 % |
| Thai Khampi     | 076    | 0,01 % |
| Ponthai nocte   | 068    | 0,00 % |
| Bagi            | 064    | 0,00 % |
| Hrusso 57       | 057    | 0,00 % |
| Langkai Tangsa  | 050    | 0,00 % |
| Rangai Tangsa   | 042    | 0,00 % |
| Longsang Tangsa | 039    | 0,00 % |

| Volksgruppe    | Anzahl | Anteil |
| -------------- | ------ | ------ |
| Sulung Bangni  | 35     | 0,00 % |
| Bomdo          | 26     | 0,00 % |
| Korang Tangsa  | 26     | 0,00 % |
| Nonong         | 26     | 0,00 % |
| Panchen Monpa  | 24     | 0,00 % |
| Longin Tangsa  | 21     | 0,00 % |
| Lichi Tangsa   | 19     | 0,00 % |
| Lowang Tangsa  | 17     | 0,00 % |
| Taram          | 11     | 0,00 % |
| Adiramo        | 10     | 0,00 % |
| Hotang Tangsa  | 08     | 0,00 % |
| Muktum         | 08     | 0,00 % |
| Dalbing        | 07     | 0,00 % |
| Namsang Tangsa | 07     | 0,00 % |
| Tangam         | 07     | 0,00 % |
| Siram          | 05     | 0,00 % |

### Sprachen
In Arunachal Pradesh herrscht eine enorme Sprachenvielfalt. Die indigene Bevölkerung spricht eine Vielzahl tibetobirmanischer Sprachen, deren Namen meist mit denen der entsprechenden Stämme identisch sind. Nach der Volkszählung 2011 gibt es in Arunachal Pradesh acht tibetobirmanische Sprachen, deren Sprecher mindestens ein Prozent der Gesamtbevölkerung ausmachen, wobei keine von ihnen einen Anteil von wesentlich mehr als einem Fünftel erreicht. Diese sind (in Größenordnung) Nissi, Adi, Wancho, Bhotia, Mishmi, Tangsa, Miri und Nocte. Dazu kommen zahlreiche weitere Kleinstsprachen mit begrenztem Verbreitungsgebiet und geringer Sprecherzahl, die oft nur unzureichend dokumentiert sind. So wurde erst 2008 die Entdeckung einer bis dahin unbekannten tibetobirmanischen Sprache namens Koro mit 800 bis 1200 Sprechern gemeldet.
Unter der nichtindigenen Bevölkerung sind die indoarischen Sprachen Bengali, Hindi und Nepali (jeweils rund sieben Prozent) und Assamesisch (knapp vier Prozent) verbreitet. Als alleinige Amtssprache dient Englisch.

### Religionen

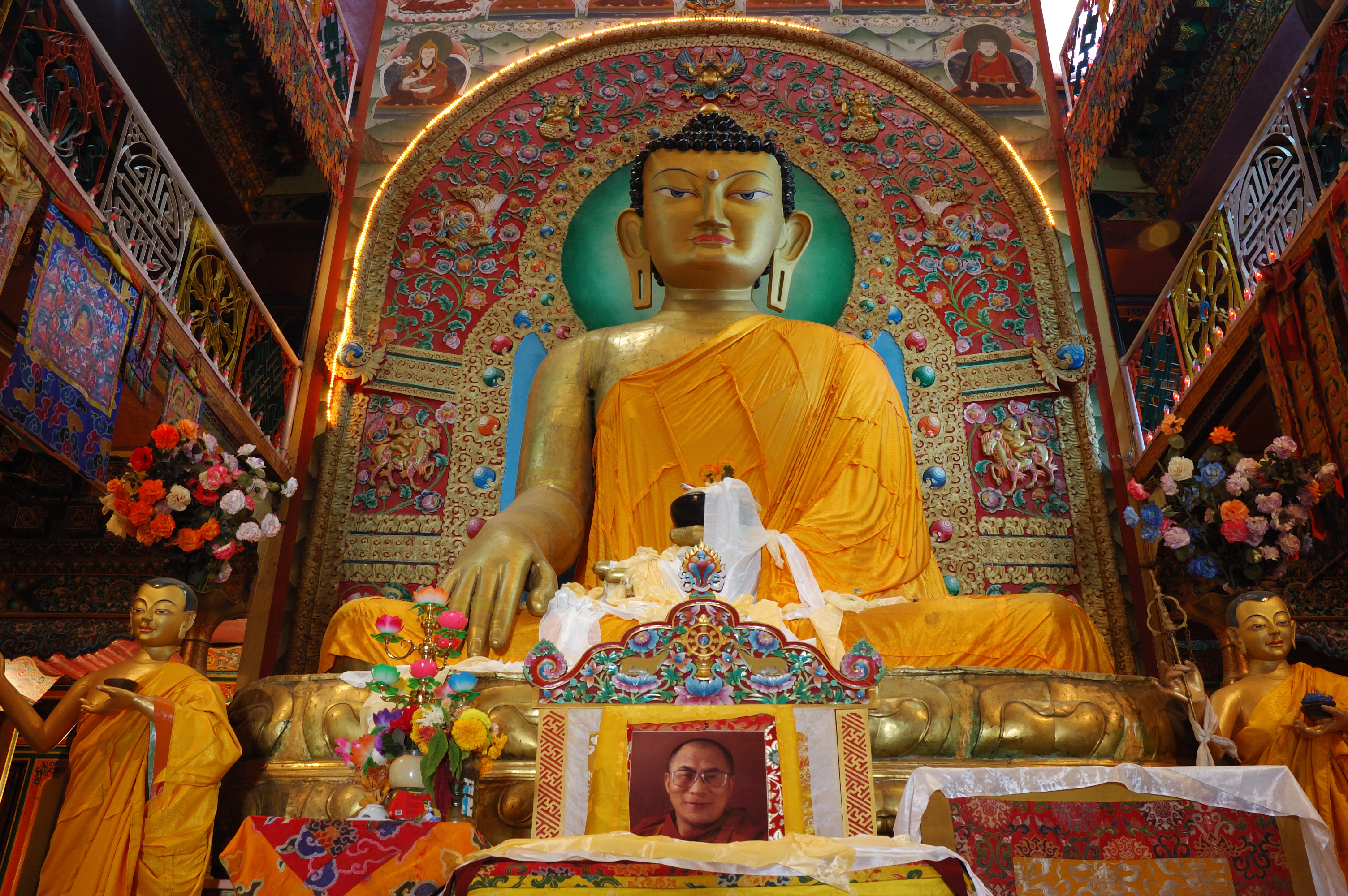
Buddhastatue im Kloster Tawang

Auch in religiöser Hinsicht ist Arunachal Pradesh gemischt und weicht stark vom indischen Durchschnitt ab. Nach der Volkszählung 2011 sind 30 Prozent der Bevölkerung Christen, 29 Prozent Hindus, zwölf Prozent Buddhisten und zwei Prozent Muslime. 26 Prozent der Einwohner werden in den Volkszählungsstatistiken unter „übrige Religionen“ verzeichnet. Hierbei handelt es sich vor allem um animistische Glaubensformen der indigenen Bevölkerung (Adivasi).
Ein großer Teil der indigenen Bevölkerung praktiziert Ethnische Religionen oder ist zum Christentum konvertiert. Die Monpa und weitere Stämme im Westen Arunachal Pradeshs stehen kulturell den benachbarten Tibetern nahe und sind lamaistische Buddhisten. Im Osten des Bundesstaates ist unter den Khampti hingegen wie im benachbarten Burma der Theravada-Buddhismus verbreitet. Dem Hinduismus hängt vor allem die nichtindigene Bevölkerung in den Städten an; daneben praktizieren die Stämme der Nocte und Wancho eine elementare Form des Vishnuismus.

## Geschichte
Die Mehrzahl der Völker, die Arunachal Pradesh bewohnen, waren bis ins 20. Jahrhundert hinein schriftlos und haben daher keine geschichtlichen Zeugnisse überliefert. Lediglich die Monba-Bevölkerung im tibetisch geprägten Tawang im Nordwesten Arunachals besitzt als ein Kleinfürstentum schriftliche Überlieferungen.
Spätestens im 17. Jahrhundert, in der Zeit des 5. Dalai Lamas Ngawang Lobsang Gyatsho, geriet etwa zehn Prozent der Region in die Machtsphäre der tibetischen Gelug-Schule und wurde von Lhasa beherrscht. Nach dem Einmarsch der britischen Younghusband-Expedition nach Tibet, einem militärischen Feldzug bis Lhasa, der zur Flucht des 13. Dalai Lamas Thubten Gyatsho führte, ließen sich die Briten Tawang und die darin anschließenden Gebiete von den Tibetern abtreten. Dies wurde im Vertragswerk der – von der chinesischen Seite nicht ratifizierten – Shimla-Konferenz (1914) festgeschrieben, die den Himalaya-Hauptkamm (McMahon-Linie) zur Grenze zwischen Tibet und Britisch-Indien festschreiben wollte.

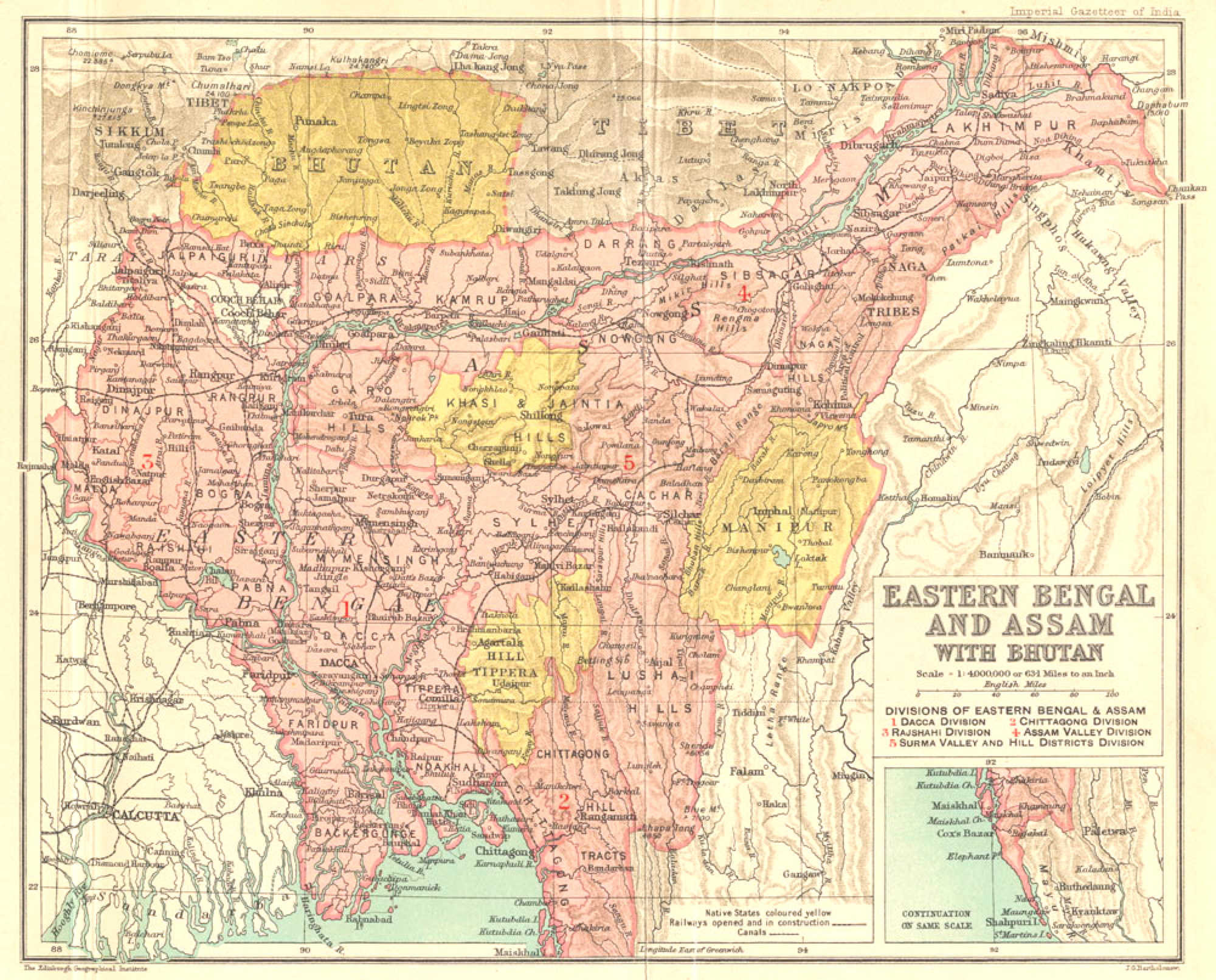
Auf der Karte der Provinz Ostbengalen und Assam aus dem Imperial Gazetteer 1907 ist das Gebiet der späteren North-East Frontier Agency noch nicht als zu Britisch-Indien gehörig eingezeichnet

In der Folge formierten die Briten aus diesen Gebieten die so genannten North-East Frontier Tracts (NEFT), nur lose verwaltete Gebiete mit relativ autonomen Stammesbevölkerungen.
Nach der Unabhängigkeit Indiens 1947 übernahm die indische Regierung auch die ehemaligen Ansprüche der Briten und bemühte sich um eine Integration der Region in den jungen Staat. 1951 wurden die NEFT als North-East Frontier Agency (NEFA) reorganisiert. Im Oktober und November 1962 kam es zum Indisch-Chinesischen Grenzkrieg. In dessen Verlauf drangen chinesische Truppen bis in die Assam-Ebene ans nördliche Brahmaputra-Ufer vor, zogen sich aber nach wenigen Wochen wieder in die Ausgangsstellungen nördlich der McMahon-Linie zurück.
Am 20. Januar 1972 erhielt die ehemalige NEFA den Status eines Unionsterritoriums mit dem neuen Namen Arunachal Pradesh. Er wurde am 20. Februar 1987 in einen Bundesstaat umgewandelt, womit die Einrichtung einer gesetzgebenden Versammlung einher ging, die erstmals im Februar 1978 gewählt wurde.
Die Volksrepublik China beansprucht Arunachal Pradesh als „Südtibet“, das an das von ihm besetzte Tibet anschließt. Mit einer aktualisierten Version der Standard Map of China wurden im Jahr 2023 auf indischer Seite heftige politische Reaktionen hervorgerufen.
Die Sondersituation von Arunachal Pradesh drückt sich u. a. auch darin aus, dass zur Einreise in diesen Bundesstaat indische Sondergenehmigungen erforderlich sind – nicht nur für Ausländer, sondern auch für ortsfremde Inder.

## Politik

### Politisches System
Arunachal Pradesh besitzt seit 1975 eine eigene Regierung mit einem gewählten Chief Minister an der Spitze und eine eigene Legislative, bestehend aus einem Einkammernparlament, der Arunachal Pradesh Legislative Assembly. Die 60 Abgeordneten des Parlaments werden alle fünf Jahre durch Direktwahl bestimmt. 59 Sitze sind für Angehörige der indigenen Stammesvölker (Scheduled Tribes) reserviert. Das Parlament hat seinen Sitz in Itanagar. Der Chief Minister (Regierungschef) von Arunachal wird vom Parlament gewählt. An der Spitze des Bundesstaats steht jedoch der vom indischen Präsidenten ernannte Gouverneur (Governor). Seine Hauptaufgaben sind die Ernennung des Chief Ministers und dessen Beauftragung mit der Regierungsbildung. Der für Manipur zuständige Höchste Gerichtshof ist der Gauhati High Court mit Sitz in Guwahati, in dessen Zuständigkeitsbereich ganz Nordostindien fällt. Eine Zweigstelle befindet sich in Itanagar.
Arunachal Pradesh stellt zwei Abgeordnete in der Lok Sabha, dem Unterhaus des indischen Parlaments, und einen in der Rajya Sabha, dem indischen Oberhaus.

### Parteien
| Partei                            | Sitze |
| --------------------------------- | ----- |
| Indischer Nationalkongress (INC)  | 42    |
| Bharatiya Janata Party (BJP)      | 11    |
| People’s Party of Arunachal (PPA) | 5     |
| Unabhängige                       | 2     |
| Gesamt                            | 60    |

Die dominierende politische Kraft in Arunachal Pradesh war bislang der Indische Nationalkongress. Die Kongresspartei hat bis zum Jahr 2016 alle Regierungen seit der Gründung des Bundesstaates 1975 geführt. Bei der letzten Parlamentswahl im Mai 2014 errang die Kongresspartei mit 42 von 60 Sitzen erneut die absolute Mehrheit. Die hindu-nationalistische Bharatiya Janata Party (BJP) gewann elf Wahlkreise. Fünf Wahlkreise gingen an die Regionalpartei People’s Party of Arunachal (PPA) und zwei an unabhängige Kandidaten. Als Ergebnis der Wahl wurde der seit November 2011 amtierende Chief Minister Nabam Tuki von der Kongresspartei im Amt bestätigt. Bei der zeitgleich stattfindenden gesamtindischen Parlamentswahl 2014 gewann in Arunachal Pradesh einen von zwei Wahlkreisen die Kongresspartei, den anderen die BJP.
Im Januar 2016 kam es zu einer Regierungskrise, als sich im Regionalparlament 16 Abgeordnete von der Kongresspartei abspalteten und die Abwahl von Tuki forderten. Am 26. Januar 2016 wurde die Regierung suspendiert und der Bundesstaat bis zum 19. Februar 2016 unter die Kontrolle der Zentralregierung (president’s rule) gestellt. Die Dissidenten wurden aus der Kongresspartei ausgeschlossen und vereinigten sich am 3. März 2016 mit der People’s Party of Arunachal. Am 19. Februar 2016 wurde der Führer der Dissidentenfraktion, Kalikho Pul, nachdem er sich der Unterstützung der BJP-Abgeordneten und einiger Unabhängiger versichern konnte, zum neuen Chief Minister gewählt. Die Verhängung von president’s rule wurde jedoch am 13. Juli 2016 durch das Oberste Gericht für illegal erklärt. Ab dem 16. Juli 2016 amtierte Pema Khandu (Kongresspartei) als neuer Chief Minister. Die Kongresspartei-Dissidenten kehrten weitgehend wieder in die Kongresspartei zurück.

## Verwaltungsgliederung
Der Bundesstaat Arunachal Pradesh ist in folgende 21 Distrikte (Stand: 2014) unterteilt (Einwohnerzahl und Bevölkerungsdichte gemäß vorläufigen Ergebnissen der Volkszählung 2011):
C = Code, J = Gründungsjahr, GV = Geschlechterverteilung
| C  | Distrikt            | Verw.- sitz | Lageplan | J    | Fläche in km² | Einw. (2011) | Ew. / km² | GV     | Bev.- zuwachs in % (2001–2011) | Alphabeti- sierungs- rate in % |
| -- | ------------------- | ----------- | -------- | ---- | ------------- | ------------ | --------- | ------ | ------------------------------ | ------------------------------ |
| AJ | Anjaw               | Hawai       |          | 2004 | 6190          | 21.089       | 3,4       | 1,242  | 13,77                          | 59,40                          |
| CH | Changlang           | Changlang   |          | 1987 | 4662          | 147.951      | 31,7      | 1,094  | 11,96                          | 61,90                          |
|    | Dibang Valley       | Anini       |          | 2001 | 9129          | 7.948        | 0,9       | 1,238  | 9,30                           | 64,80                          |
| EK | East Kameng         | Seppa       |          | 1980 | 4134          | 78.413       | 19,0      | 0,988  | 37,14                          | 62,48                          |
| ES | East Siang          | Pasighat    |          | 1980 | 4005          | 99.019       | 24,7      | 1,039  | 13,30                          | 73,54                          |
|    | Kamle               | Raga        |          | 2017 |               |              |           |        |                                |                                |
|    | Kra Daadi           | Jamin       |          | 2015 |               |              |           |        |                                |                                |
|    | Kurung Kumey        | Koloriang   |          | 2001 | 5981          | 89.717       | 15,0      | 0,972  | 111,01                         | 50,67                          |
|    | Lepa-Rada           | Basar       |          | 2018 |               |              |           |        |                                |                                |
| LD | Longding            | Longding    |          | 2012 |               | [ 21 ]       | [ 21 ]    | [ 21 ] | [ 21 ]                         |                                |
| EL | Lohit               | Tezu        |          | 1980 | 5212          | 145.538      | 27,9      | 1,110  | 16,44                          | 69,88                          |
| UD | Lower Dibang Valley | Roing       |          | 2001 | 3856          | 53.986       | 14,0      | 1,166  | 36,76                          | 70,38                          |
|    | Lower Siang         | Likabali    |          | 2017 |               |              |           |        |                                |                                |
| LB | Lower Subansiri     | Ziro        |          | 1980 | 3452          | 82.839       | 24,0      | 1,026  | 48,65                          | 76,33                          |
|    | Namsai              | Namsai      |          | 2014 |               |              |           |        |                                |                                |
|    | Pakke-Kessang       | Lemmi       |          | 2018 |               |              |           |        |                                |                                |
| PA | Papum Pare          | Yupia       |          | 1992 | 2875          | 176.385      | 61,3      | 1,053  | 44,57                          | 82,14                          |
|    | Shi-Yomi            | Tato        |          | 2018 |               |              |           |        |                                |                                |
|    | Siang               | Pangin      |          | 2015 |               |              |           |        |                                |                                |
| TA | Tawang              | Tawang      |          | 1984 | 2172          | 49.950       | 23,0      | 1,427  | 28,33                          | 60,61                          |
| TI | Tirap               | Khonsa      |          | 1965 | 2362          | 111.997      | 47,4      | 1,074  | 11,63                          | 52,23                          |
| US | Upper Siang         | Yingkiong   |          | 1994 | 6188          | 35.289       | 5,7       | 1,122  | 5,77                           | 59,94                          |
| UB | Upper Subansiri     | Daporijo    |          | 1980 | 7032          | 83.205       | 11,8      | 1,018  | 50,34                          | 63,96                          |
| WK | West Kameng         | Bomdila     |          | 1980 | 7422          | 87.013       | 11,7      | 1,325  | 16,64                          | 69,40                          |
| WS | West Siang          | Aalo        |          | 1980 | 8325          | 112.272      | 13,5      | 1,092  | 8,04                           | 67,62                          |

Seit Anfang 2011 wurden weitere Distrikte in Arunachal Pradesh gebildet bzw. sind in Planung:
- Longding mit Sitz in Longding wurde am 26. September 2011 vom Distrikt Tirap abgespalten.
- Namsai mit Sitz in Namsai wurde am 15. August 2014 vom Distrikt Changlang abgespalten.
- Kra Daadi mit Sitz in Palin wurde am 8. Februar 2015 vom Distrikt Kurung Kumey abgespalten.
- Lower Siang mit Sitz in Likabali wurde 2017 gebildet.
- Middle Siang und Arunachal Pradesh Capital District sind weitere geplante Distrikte.

## Persönlichkeiten
- Der 6. Dalai Lama Tsangyang Gyatso wurde 1683 im Ort Tawang geboren.